# Ковальська Єлизавета Миколаївна
Єлизавета Миколаївна Ковальська (до шлюбу Солнцева; 29.07.1851, за ін. даними — 1849, 1850 або 1852—1943) — учасниця народницького руху, феміністка. Активістка жіночої освіти.

## Життєпис
Народилась поблизу м. Харків в маєтку батька — полковника М. Солнцева. Її матір'ю була кріпачка, яка перебувала у позашлюбному зв'язку з полковником. Разом з матір'ю була виписана з кріпацького стану, в офіційних документах значилась як «незаконна донька міщанки м. Харкова та полковника Солнцева». 
Спочатку навчалась вдома, а потім — у приватному пансіоні Щербачової в Харкові. Після закриття пансіону була зарахована, не без спротиву батька, до жіночої гімназії. Організувала там «самоосвітній» гурток гімназисток, який невдовзі злився з аналогічним гуртком студентів Харківського університету. На гуртку обговорювалися актуальні політичні та громадські питання, у тому числі жіноче, читався роман М. Чернишевського «Что делать». У рік закінчення гімназії помер її батько, залишивши їй значний спадок. 
Разом з Я. Ковальським (дещо пізніше вони одружилися) Єлизавета Солнцева організовує в одному зі своїх будинків безкоштовні навчальні курси для жінок: лекції слухачкам читали викладачі та студенти Харківського університету. В цей же час вступає до Харківського товариства грамотності й викладає у недільних школах для робітниць. На заняттях розповідає про цікаві для жінок епізоди з російської історії, про події Французької революції кінця 18 століття, про боротьбу жінок за свої права. Тоді ж організовує гурток для юнаків, який мав «радикальне направлення». Цей гурток відвідував М. Ковалевський (у той час ще молодий студент); він добре знав французьку та англійську мови і допомагав Ковальській в її роботі у ще одному жіночому гуртку, що мав соціалістичне спрямування (готував реферати з праць К.-А. Сен-Сімона, Ш. Фур'є, Р. Оуена та ін. представників утопічного соціалізму). Я. Ковальський налагодив зв'язки з учителями Харківського повіту, вони регулярно приїздили до Харкова, і там для них влаштовувались невеликі педагогічні семінари, на яких обговорювалися й політичні теми. Активна політосвітня діяльність Єлизавети Ковальської та її однодумців привернула до себе увагу жандармів, і ті почали чинити на Ковальську тиск.
У цей час до Харкова приїздить міністр освіти граф Д. Толстой. Ковальська та гуртківці почали агітувати освічену громадськість за те, щоб подати міністрові петицію з проханням надати жінкам право вступати до університетів. Для підготовки петиції була створена комісія, до неї увійшли, крім Ковальської, хімік М. Бекетов, юристи А. Стоянов та Л. Владимиров, художниця Марія Раєвська-Іванова. Делегатками для подачі петиції були обрані Ковальська, А. Аптекман та М. Раєвська-Іванова. Міністр прийняв делегацію вкрай вороже, заявив, зокрема, що жінкам не слід навчатися в університетах. Після цієї зустрічі Ковальська виїздить до Санкт-Петербурга, відвідує там Вищі жіночі курси та гурток з вивчення політичної економії, де знайомиться з Софією Перовською, О. Корніловою (у шлюбі Корнілова-Мороз), О. Шлейснер та іншими своїми ровесницями, які згодом стануть відомими революціонерками-народницями. 
1871 захворіла і повернулася до Харкова, а невдовзі за порадою лікарів відбула на лікування до Швейцарії. Там захопилася бакунізмом. Повернувшись до Росії, влаштувалась нар. вчителькою в Царськосільському повіті, розгорнула революційну пропаганду серед робітників заводу «Колпіно», котрі були жителями с. Царська Слов'янка. Потрапивши під жандармський нагляд, почала поперемінно мешкати то в Петербурзі, то в Харкові. Вела агітацію за програму «Землі і волі», однак не входила до цієї організації, залишаючи за собою свободу дії.

## Перехід на нелегальне становище
Весною 1879, після вбивства в Харкові губернатора князя Д. Кропоткіна, поліція почала проводити масові обшуки й арешти. Це змусило Ковальську перейти на нелегальне становище. Після розколу «Землі і волі» на «Народну волю» й «Чорний переділ» вступає до останнього. Заперечує популярну серед тогочасних революціонерів тезу, що терор є засобом наближення соціалістичної революції. Відстоює думку, що революцію може здійснити тільки сам народ. Організовує в Харкові гуртки самоосвіти для робітництва та учнівської молоді. 1880 разом із М. Щедріним (член «Чорного переділу») засновує в Києві Південноросійський робітничий союз.

## Арешт і каторга
22 жовтня 1880 разом з М. Щедріним, Софією Богомолець, М. Присецькою, В. Кізером, С. Кузнєцовим та ін. була заарештована. У травні 1881 Київський військовий суд засудив її до безстрокової каторги. 1882 по дорозі до місця відбування покарання — Карійської політичної каторжної в'язниці (р. Кара, Забайкалля, Росія) — втекла з Іркутської пересильної тюрми разом з Софією Богомолець. Однак через три тижні була схоплена і доправлена до Карійської політичної каторжної в'язниці. 1884 після сутичок з місцевим тюремним начальством переведена до Іркутського тюремного замку на суворе ув'язнення в одиночній камері. Звідти знову втекла, проте через півтора місяці була схоплена і повернута до в'язниці. Весною 1885 повторно вислана на Кару. 1888 мала зіткнення з приамурським генерал-губернатором А. Корфом, який приїздив до Кари. Після інциденту відправлена до Верхудінського тюремного замку. Це спричинило збурення і протести політичних в'язнів і призвело 1889 до Карійської трагедії. 1890 за спробу втечі відправлена до Гірно-Зерентуйської тюрми. За маніфестом безстрокова каторга була замінена 20-літньою.

## Австрійська піддана
Одружилася з австрійським підданим М. Маньковським і 1903 як іноземна піддана була вислана до Австрії. 1904 увійшла до Партії соціалістів-революціонерів і в цьому ж році вийшла з неї через неприйняття партією програми «максимум». Пристала до групи «максималістів». 1907 була заарештована в Парижі (Франція) за підозрою в причетності до вбивства в серпні 1906 Т. Леонтьєвою французьклшл громадянина, якого та помилково сприйняла як колишнього російського міністра внутрішніх справ П. Дурново. Невдовзі за відсутністю доказів була звільнена. 1909 разом із групою максималістів видавала в Парижі журнал «Трудовая республика».

## Повернення до Росії
Після Лютневої революції 1917 повернулася до Росії. 1918 влаштувалася в Петербурзі на роботу до Історико-революційної секції Державного архіву, працювала там науковою співробітницею. 1923 переїхала до Москви, жила в будинку ветеранів революції. Входила до редколегії журналу «Каторга и ссылка».